# Václav Šolc

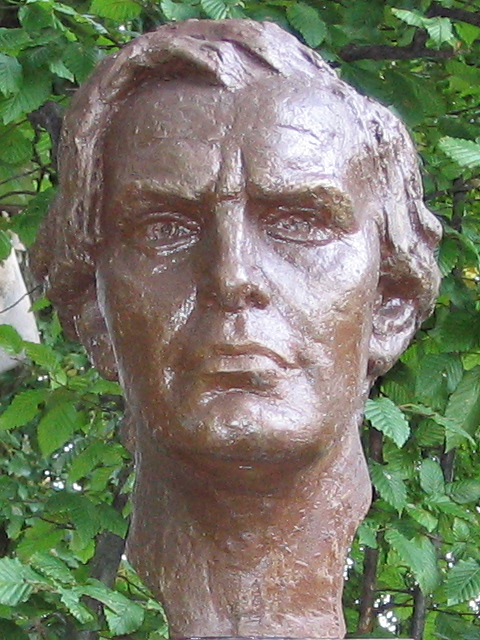
Václav Šolc

Václav Šolc, född 23 december 1838 i Sobotka, död där 14 juli 1871, var en tjeckisk skald.
Šolc var en mycket levande, men genom oregelbundet levnadssätt hämmad talang. Hans samlade dikter, som utkom 1868 under titeln Prvosenky (Gullvivor, ny upplaga 1871 och 1905), består dels av dikter i folkvisans tonart, dels av ballader och romantiska berättelser på vers med böhmiska och sydslaviska stoff. Bland hans patriotiska dikter märks Mistr Jan (Jan Hus) och Dalibor.

## Fotnoter
1. 1 2 3  Tjeckiska nationalbibliotekets databas, NKC-ID: jk01130710, läst: 23 november 2019.[källa från Wikidata]
2. 1 2 3 4 5  Archive of Fine Arts, abART person-ID: 52061, läs online, läst: 1 april 2021.[källa från Wikidata]
3. 1 2 3  Hradec Královés forskningsbiblioteks regionala databas, läs online, läst: 2 maj 2024.[källa från Wikidata]
4. ↑  Šolc, Wenzel, vol. 35, Biographisches Lexikon des Kaiserthums Oesterreich, s. 245.[källa från Wikidata]